# James Michael
James Michael é um produtor, compositor, engenheiro, mixer, vocalista e músico estadunidense.

## Biografia
Seu nome de registro era James Michel, mas ele mudou a ortografia do seu sobrenome para as pessoas não pronunciá-lo errado. Ele mudou seu sobrenome para Michael por motivos pessoais. Ele teve aulas de piano, enquanto crescia, e cantou no coral do show da Holland High School. Quando adolescente tocou em diferentes bandas de rock locais, nomeadamente na The Way We Dress e na Night Shift. No final dos anos 80, sem ter 21 anos completos ainda, James se mudou para Los Angeles. Uma vez lá, ele trabalhou como um anfitrião no Red Lobster e, em seguida, quando completou 21 ele começou a cuidar de bares.

### Carreira
James Michael já trabalhou como produtor musical, compositor e / ou engenheiro / mixer com muitos artistas, incluindo Alanis Morissette, Meat Loaf, Mötley Crüe, Scorpions, Hilary Duff, The Rasmus, Papa Roach, Trapt, American Bang, Saliva, The Exies , Deana Carter, Sammy Hagar, Lillix, Sarah Kelly, Taylor Momsen, Halestorm, Jack's Mannequin, Brides of Destruction e Raven Marion. Enquanto ele continua a trabalhar com bandas, ele é atualmente um membro da banda de Sixx: AM. Michael lançou seu primeiro álbum solo em 2000, intitulado "Inspire". Michael escreveu e mixou o álbum inteiro e muitas vezes tocando todos os instrumentos, com exceção de alguns artistas convidados. James lançou a aguardada canção "Life is Beautiful" em 7 de maio de 2009 no Facebook. Ele ainda tem que dizer se haverá outro álbum solo.

## Sixx: A.M.
Michael é um membro de Sixx: AM, um projeto paralelo com os colegas Nikki Sixx e DJ Ashba. Ele é o vocalista, compositor e co-roteirista, co-produtor, e multi-instrumentista no álbum The Heroin Diaries Soundtrack.

## Discografia
- James Michael - Inhale (2000)
- Mötley Crüe - New Tattoo (2000)
- Meat Loaf - Couldn't Have Said It Better (2003)
- Alanis Morissette - The Collection (2005)
- Lillix - Inside The Hollow (2005)
- Meat Loaf - Bat Out of Hell III: The Monster is Loose (2006)
- The Exies - A Modern Way of Living with the Truth (2007)
- Marion Raven - Set Me Free (2007)
- Sixx:A.M. - The Heroin Diaries Soundtrack (2007)
- Scorpions - Humanity: Hour I (2007)
- Sixx:A.M. - Life Is Beautiful (2008)
- Mötley Crüe - Saints of Los Angeles (2008)
- Papa Roach - Metamorphosis (2009)
- Meat Loaf - Hang Cool Teddy Bear (2010)
- Sixx:A.M. - This Is Gonna Hurt (2011)
- HammerFall - Infected (2011)
- Halestorm - The Strange Case Of... (2012)